# Live Forever (canção de Liam Payne)
"Live Forever" é uma canção do cantor Inglês com o trio de DJ americano Cheat Codes, contida no primeiro álbum de estúdio de Liam LP1 (2019). A música foi lançada como oitavo single do álbum em 6 de dezembro de 2019.

## Composição
"Live Forever" é uma música EDM-pop e dance. Foi escrito na tecla E menor e tem um tempo de 85 BPM.

## Apresentações ao vivo
Payne apresentou a música no The Tonight Show Starring Jimmy Fallon.

## Vídeo musical
O vídeo musical foi lançado em 6 de dezembro de 2019. No vídeo, Liam aparece descamisado em uma espécie de caverna, que no fim dá vista para o mar.[carece de fontes?] Ele aparece então correndo por uma estrada, depois com o trio.

## Desempenho nas tabelas musicas
| Tabela musical (2020)   | Melhor posição |
| ----------------------- | -------------- |
| Chéquia (Rádio Top 100) | 64             |

## Históricos de lançamentos
| Região      | Data                   | Formatos                   | Versão   | Gravadora | Ref.   |
| ----------- | ---------------------- | -------------------------- | -------- | --------- | ------ |
| Várias      | 6 de dezembro de 2019  | Download digital streaming | Original | Capitol   | [ 15 ] |
| Austrália   | 6 de dezembro de 2019  | Rádios mainstream          | Original | Capitol   | [ 16 ] |
| Itália      | 10 de janeiro de 2020  | Rádios mainstream          | Original | Universal | [ 17 ] |
| Reino Unido | 18 de janeiro de 2020  | Rádios adult contemporary  | Original | Capitol   | [ 18 ] |
| Várias      | 6 de fevereiro de 2020 | Download digital streaming | Remixes  | Capitol   | [ 19 ] |